# Hannoversche Allgemeine Zeitung

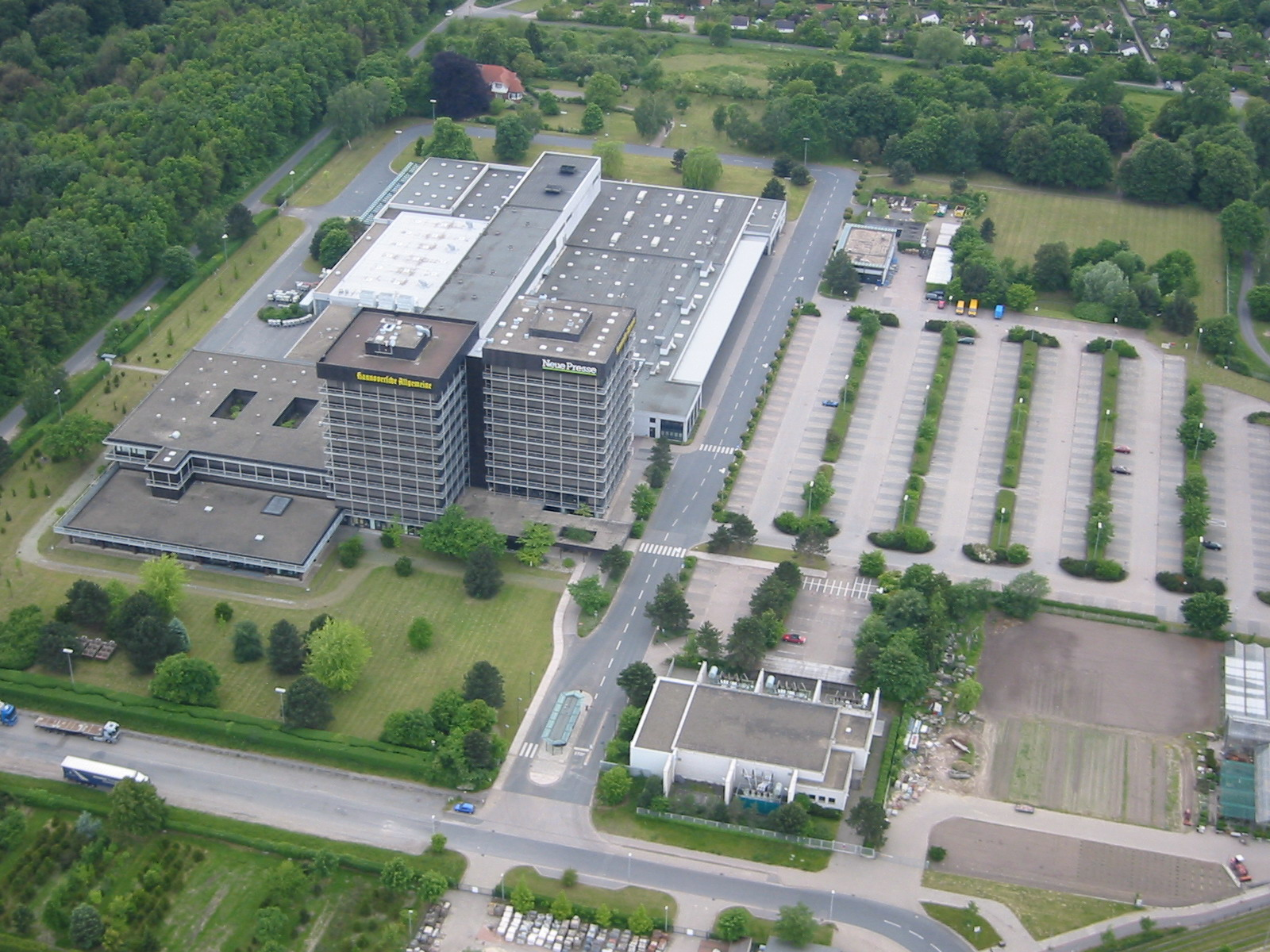
Sitz der Verlagsgesellschaft Madsack

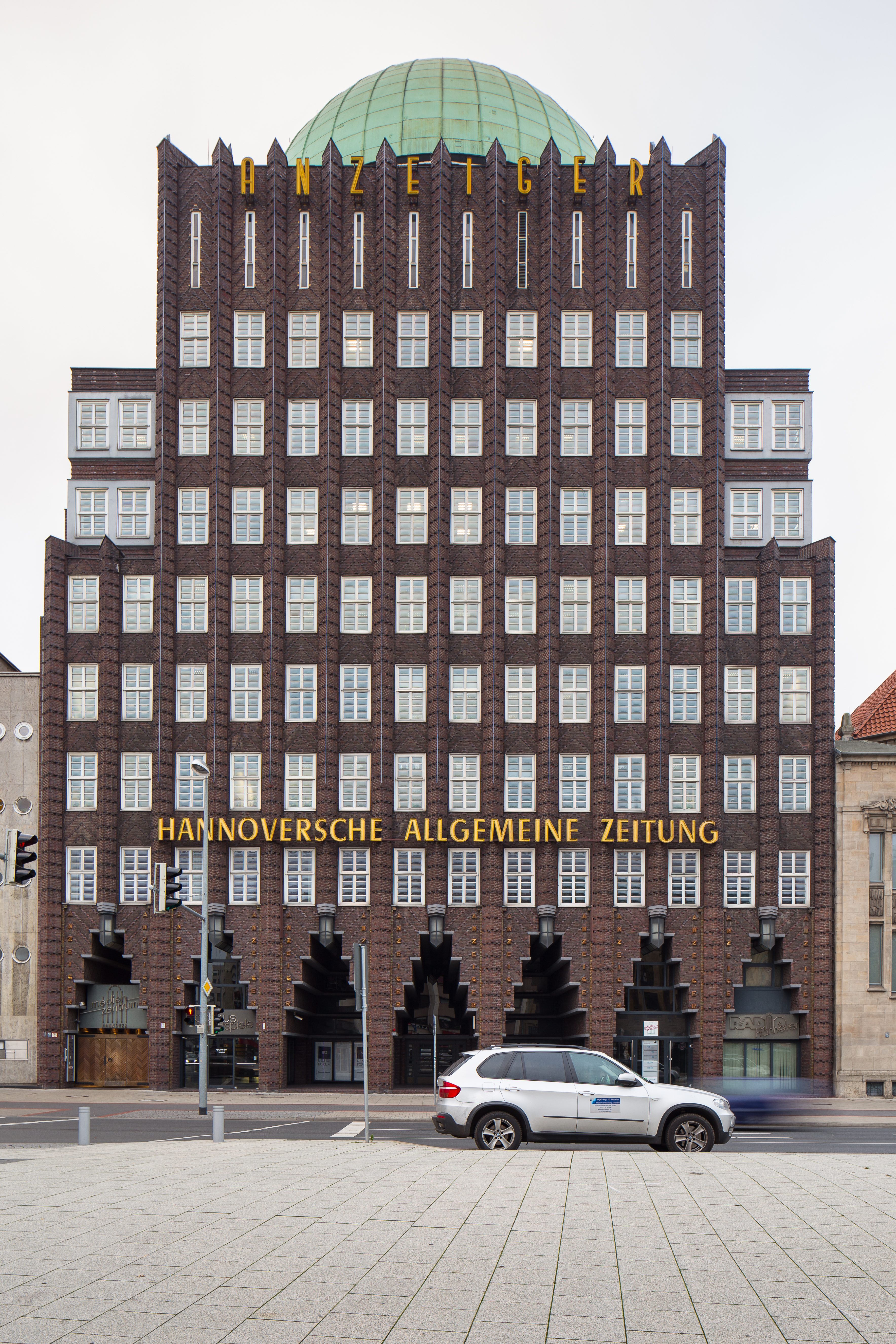
Früherer Sitz der HAZ im Anzeiger-Hochhaus

Die Hannoversche Allgemeine Zeitung (kurz HAZ) ist eine Tageszeitung der Verlagsgesellschaft Madsack, die seit 1949 in Hannover erscheint. Die verkaufte Auflage beträgt mit der Neuen Presse zusammen 101.984 Exemplare, ein Minus von 56,5 Prozent seit 1998.

## Geschichte
Das Vorläuferblatt Hannoverscher Anzeiger erschien seit dem 1. März 1893 und wurde von August Madsack herausgegeben. Sein Sohn Erich Madsack übernahm das Blatt und gründete (nach der Fusion der Hannoverschen Neuesten Nachrichten mit der in Celle erscheinenden und der Deutschen Partei nahestehenden Deutschen Volkszeitung) 1949 die Hannoversche Allgemeine Zeitung sowie die Verlagsgesellschaft Madsack GmbH. Die HAZ erscheint zusammen mit weiteren Tageszeitungen und Wochenblättern in diesem Verlag. Die Zeitung wurde im Anzeiger-Hochhaus produziert.
Sie entwickelte sich mit den Jahren zu auflagenstärksten Zeitung im Raum Hannover. 1974 bezog die Redaktion ein neues Druckzentrum in Hannover-Kirchrode, deren Druckerei später geschlossen wurde. Der Druck der Zeitung erfolgt seitdem durch die Oppermann Druck- und Verlagsgesellschaft mbH & Co. KG in Rodenberg. Der Anzeigenteil ist seit der Übernahme der Hannoverschen Presse 1974 durch die Madsack Mediengruppe mit der Neuen Presse gemeinsam.
Außerhalb des Stadtgebietes liegen in der gesamten Region täglich sogenannte Heimatzeitungen bei, die teilweise aus ehemaligen Lokalzeitungen hervorgegangen sind. Diese Heimatzeitungen berichten ausschließlich über Städte und Gemeinden außerhalb Hannovers in der Region. Für die Gebiete außerhalb der Kernstadt werden Lokalteile über die eigene und angrenzende Kommunen beigelegt. Es besteht ein Austausch zwischen den Redaktionen der Hauptblätter und diesen Heimatzeitungen, um Dubletten zu vermeiden. Im Stadtgebiet wird stattdessen einmal pro Woche der Stadt-Anzeiger (als Ausgaben Nord, Ost, Süd und West) beigelegt, der verstärkt das Geschehen in den einzelnen Stadtteilen beleuchtet.

## Beschreibung
Die HAZ ist in Kombination mit ihrer Schwesterzeitung, der Neuen Presse, Niedersachsens größte Tageszeitung. Durch Kooperationen mit weiteren Zeitungstiteln sind die Nachrichten der HAZ ebenfalls in anderen Teilen des Bundeslandes zu lesen. Acht Regionalausgaben ergänzen die HAZ, die verschiedenen Titel liegen täglich der HAZ und der Neuen Presse im Umland Hannovers bei – die Stadtausgabe verfügt über den wöchentlich erscheinenden Stadt-Anzeiger.
Der überregionale Teil der HAZ (der sogenannte Zeitungsmantel) wurde bis zur Einrichtung des RedaktionsNetzwerks Deutschland (RND) von vielen Lokalzeitungen im südlichen Niedersachsen ebenfalls als Mantelteil genutzt. Vor Ort erarbeiten die Redaktionen die lokalen Nachrichten aus Politik, Wirtschaft, Kultur und Sport. Dazu gehören die Hildesheimer Allgemeine Zeitung, die Peiner Allgemeine Zeitung, das Göttinger Tageblatt, die Aller-Zeitung, die Leine-Zeitung, die Wolfsburger Allgemeine Zeitung, die Deister- und Weserzeitung, die Walsroder Zeitung, Die Harke, die Schaumburger Nachrichten, die Alfelder Zeitung, die Leine-Deister Zeitung, das Gandersheimer Kreisblatt, der Täglicher Anzeiger Holzminden, die Einbecker Morgenpost und der Seesener Beobachter.
Mit derzeit (2012) 23,1 % ist die Deutsche Druck- und Verlagsgesellschaft mbH, die Medienholding der SPD, einer der größten Anteilseigner des Blattes.
Mit dem Relaunch der Zeitungen Leipziger Volkszeitung, Dresdner Neueste Nachrichten und Hannoversche Allgemeine am 10. Mai 2014, die zur Madsack Mediengruppe gehören, hat sich die Optik der drei Titel vereinheitlicht. Damit werden nun noch mehr Inhalte der drei Zeitungen zentral in Hannover produziert. Das Konzept „Madsack 2018“ zielt dabei auf die zentrale Herstellung überregionaler Inhalte für die Regionalzeitungen; diese erstellt die in Hannover ansässige Zentralredaktion RND Redaktionsnetzwerk Deutschland.

## Auflage
Die Auflage der Hannoverschen Allgemeinen Zeitung wird gemeinsam mit der Neuen Presse ausgewiesen. Die beiden Zeitungen haben wie viele Tageszeitungen im Laufe der Jahre an Auflage eingebüßt. Die verkaufte Auflage ist in den vergangenen 10 Jahren um durchschnittlich 5,1 % pro Jahr gesunken. Im vergangenen Jahr hat sie um 6,7 % abgenommen. Sie beträgt gegenwärtig 101.984 Exemplare. Der Anteil der Abonnements an der verkauften Auflage liegt bei 92,2 Prozent.
| 1998   | 1999   | 2000   | 2001   | 2002   | 2003   | 2004   | 2005   | 2006   | 2007   | 2008   | 2009   | 2010   | 2011   | 2012   | 2013   | 2014   | 2015   | 2016   | 2017   | 2018   | 2019   | 2020   | 2021   | 2022   | 2023   | 2024   |
| ------ | ------ | ------ | ------ | ------ | ------ | ------ | ------ | ------ | ------ | ------ | ------ | ------ | ------ | ------ | ------ | ------ | ------ | ------ | ------ | ------ | ------ | ------ | ------ | ------ | ------ | ------ |
| 234446 | 231265 | 229830 | 227435 | 224406 | 221862 | 217449 | 215345 | 212462 | 209578 | 205599 | 201209 | 194168 | 189614 | 187866 | 184400 | 176512 | 168231 | 160840 | 152017 | 146546 | 139635 | 135447 | 130959 | 120406 | 111622 | 104094 |

Hannoversche Allgemeine Zeitung plus Neue Presse

## Internetauftritt
Das Nachrichtenportal HAZ.de besteht seit 1996. Das neue Angebot wurde erstmals auf der Messe CeBIT Home in Hannover vorgestellt. Anfang 2012 führte die Hannoversche Allgemeine Zeitung als eine der ersten Regionalzeitungen in Deutschland eine Bezahlschranke für Teile des Angebots auf HAZ.de ein. Mit dem digitalen Abo-Modell haben Abonnenten vollen Zugriff auf alle Inhalte des Nachrichtenportals. Nach dem Freemium-Konzept gibt es auf der Internetseite Abo-Artikel und frei zugängliche Inhalte – regionale Berichterstattung sowie Hintergrundberichte und Analysen sind bezahlpflichtig.
Zum Digitalangebot der HAZ gehören im Jahr 2015 neben dem Onlineauftritt auch die Smartphone-App HAZ mobil, das Tablet-Magazin HAZ Sonntag, das multimediale E-Paper für Browser, Tablet und Smartphone. Im Juni 2013 wurde der Internetauftritt der HAZ technisch, funktional und grafisch überarbeitet. Die Zahl der e-Paper-Nutzer hat sich von Anfang 2015 bis Anfang 2021 verdoppelt und lag mit etwa 10 Prozent im 3. Quartal 2019 vergleichsweise hoch.
Als erster Titel der Madsack Mediengruppe hat die HAZ im Sommer 2014 eine umfangreiche Webreportage veröffentlicht: „Das Ende eines Traums“ befasst sich mit dem umstrittenen Gebäudekomplex Ihme-Zentrum in Hannover-Linden.

## Redakteure

### Chefredakteure
- 1949 bis 1950 Hans Lehmann
- 1950 bis 1955 Adolf Halfeld
- 1955 bis 1956 Bruno Lenz (kommissarisch)
- 1956 Wolfgang Höpker
- 1956 bis 1957 Bruno Lenz (kommissarisch)
- 1957 bis 1971 Wilhelm Plog
- 1971 bis 1988 Wolfgang Wagner
- 1989 bis 2005 Wolfgang Mauersberg
- 2005 bis 2011 Ulrich Neufert
- 2011 bis 2013 Matthias Koch und Hendrik Brandt
- 2013 bis 2022 Hendrik Brandt
- seit 2022 Dany Schrader

### Weitere Persönlichkeiten
- Wilhelm Hauschild (1902–1983); Hannovers bedeutendster Pressefotograf
- Rudolf Lange (1914–2007); 1951 bis 1977 Chef des Feuilletons[14]
- Günther von Lojewski (1935–2023); 1960 Volontär
- Klaus Partzsch, gen. Klapa, (1930–1995); 1956 bis 1993 Lokalredakteur
- Heinz-Guether Metzger *1921; 1949–1985  Ressortleiter „Welt im Spiegel“ später Zentralredaktion für den Zeitungsring

## HAZ-Weihnachtshilfe
Unter dem Titel HAZ-Weihnachtshilfe ruft die Redaktion seit 1975 Leser dazu auf, Menschen in Not in der Region Hannover zu helfen. Die Spenden des gemeinnützigen Vereins werden treuhänderisch vom Fachbereich Soziales der Stadt Hannover verwaltet. Die Weihnachtshilfe wird rechtlich durch den Verein Aktion Weihnachtshilfe der Hannoverschen Allgemeinen Zeitung vertreten. An der Sammlung beteiligen sich bis zu 12.000 Menschen, Vereine, Unternehmen und Institutionen.
Im Jahr 2014 sammelte die HAZ-Weihnachtshilfe 1.035.000 Euro Spenden. Das Konto ist das gesamte Jahr hindurch geöffnet. Das gesammelte Geld wird komplett an die Hilfsbedürftigen in der Stadt und dem Umland gegeben, die Verwaltungskosten teilen sich Stadt und Region Hannover und die Madsack Mediengruppe.